# Timemodellen
Timemodellen var en vision for det fremtidige danske jernbanenet, der oprindeligt blev foreslået af 6-by-samarbejdet. Modellen indebærer, at rejsetiden mellem Danmarks største byer reduceres, så der vil være en times rejsetid København-Odense, Odense-Aarhus og Aarhus-Aalborg. Senere forestilles modellen udvidet til andre større danske byer som Esbjerg, Herning og Sønderborg. En rejsetid på præcis en time vil gøre det muligt, at togenes afgangstider i de fire største byer er på faste minuttal.

## Politisk opbakning
Visionen om en times rejsetid har hidtil haft bred politisk opbakning. Den oprindelige model er fremsat af kommuner med borgmestre fra både Socialdemokraterne, Konservative og Venstre. I SFs trafikpolitiske vision er en times rejsetid også en af grundstammerne. Modellen er også nævnt sammen med det nye signalsystem i trafikaftalen En grøn transportpolitik fra januar 2009, der er indgået mellem samtlige Folketingets partier med undtagelse af Enhedslisten. Endelig anbefales timemodellen i Infrastrukturkommissionens rapport.
Den 1. marts 2013 præsenterede regeringen en togfond på 27,5 mia. kr. finansieret af indtægter fra udvinding af nordsøolie. Fonden skal finansiere infrastruktur, der muliggør timemodellen og elektrificering af jernbanenettet.

## SVM-Regering
"Forliget om Togfonden: Den nye regering (SVM) har taget livet af timemodellen, der skulle nedbringe køretiden med tog mellem landets største byer til en time, som der ellers var lagt op til i forliget om Togfonden. Derudover vil de droppe bro- eller tunnelforbindelsen over Vejle Fjord."

## Investeringer
For at gennemføre timemodellen er store investeringer nødvendige, da hastigheden skal sættes op til 200 km/t på mange strækninger. Den vedtagne udskiftning af hele signalsystemet er en vigtig forudsætning for dette, da det nuværende system ikke kan håndtere så høje hastigheder. Oprindelig var de nye IC4 ligeledes en forudsætning, da de nuværende IC3-tog har en maksimal hastighed på 180 km/t, men Togfonden DK gør timemodellen uafhængig af de dieseldrevne IC4-tog. Den vedtagne nybygningsløsning mellem København og Ringsted er også nødvendig, da den nuværende strækning via Roskilde er så stærkt trafikeret, at hastigheden ikke kan forøges; den nye strækning er desuden kortere, hvilket også reducerer rejsetiden.
Andre nødvendige tiltag er genopretning af banen over Fyn samt sporene mellem Aalborg og Århus for at øge hastigheden på disse strækninger. Der er afsat knapt en milliard kroner til disse projekter, og de forventes gennemført inden 2020. (Webside ikke længere tilgængelig)
Strækningen mellem Odense og Aarhus er teknisk udfordrende og omkostningstung og er foreløbigt udskudt til efter 2020. Der er flere forslag til, hvordan målet kan nås, bl.a. har en kombineret jernbane- og motorvejsbro mellem Bogense på Fyn og Juelsminde i Østjylland været foreslået. Andre forslag omfatter baneudretninger på den den eksisterende jernbane eventuelt kombineret med en ny linjeføring mellem Fredericia og Horsens, måske over Vejle Fjord. (Webside ikke længere tilgængelig)